# Kramfors
Kramfors – miejscowość (tätort) w Szwecji. Siedziba władz administracyjnych gminy Kramfors w regionie Västernorrland. Około 6235 mieszkańców.
W mieście jest stacja kolejowa Kramfors.